# Marcel Marchandeau
 (juin 2024).
La mise en forme du texte ne suit pas les recommandations de Wikipédia : il faut le « wikifier ».
Les points d'amélioration suivants sont les cas les plus fréquents. Le détail des points à revoir est peut-être précisé sur la page de discussion.
- Les titres sont pré-formatés par le logiciel. Ils ne sont ni en capitales, ni en gras.
- Le texte ne doit pas être écrit en capitales (les noms de famille non plus), ni en gras, ni en italique, ni en « petit »…
- Le gras n'est utilisé que pour surligner le titre de l'article dans l'introduction, une seule fois.
- L'italique est rarement utilisé : mots en langue étrangère, titres d'œuvres, noms de bateaux, etc.
- Les citations ne sont pas en italique mais en corps de texte normal. Elles sont entourées par des guillemets français : « et ».
- Les listes à puces sont à éviter, des paragraphes rédigés étant largement préférés. Les tableaux sont à réserver à la présentation de données structurées (résultats, etc.).
- Les appels de note de bas de page (petits chiffres en exposant, introduits par l'outil «  Source ») sont à placer entre la fin de phrase et le point final[comme ça].
- Les liens internes (vers d'autres articles de Wikipédia) sont à choisir avec parcimonie. Créez des liens vers des articles approfondissant le sujet. Les termes génériques sans rapport avec le sujet sont à éviter, ainsi que les répétitions de liens vers un même terme.
- Les liens externes sont à placer uniquement dans une section « Liens externes », à la fin de l'article. Ces liens sont à choisir avec parcimonie suivant les règles définies. Si un lien sert de source à l'article, son insertion dans le texte est à faire par les notes de bas de page.
- La présentation des références doit suivre les conventions bibliographiques. Il est recommandé d'utiliser les modèles {{Ouvrage}}, {{Chapitre}}, {{Article}}, {{Lien web}} et/ou {{Bibliographie}}. Le mode d'édition visuel peut mettre en forme automatiquement les références.
- Insérer une infobox (cadre d'informations à droite) n'est pas obligatoire pour parachever la mise en page.

Pour une aide détaillée, merci de consulter Aide:Wikification.
Si vous pensez que ces points ont été résolus, vous pouvez retirer ce bandeau et améliorer la mise en forme d'un autre article.
Touny-Lérys
Pour les articles homonymes, voir Marchandeau (homonymie) et Touny.
Marcel Marchandeau, dit Touny-Lérys ou Touny-Léris, né le 17 février 1881 à Gaillac (Tarn) où il est mort le 1er avril 1976, est un magistrat et poète français.

## Biographie
Ses écrits se mêlent à ceux de Georges Gaudion, Francis Carco, Tristan Derème et lui valent l'amitié de Francis Jammes, Henry Bataille, Charles Guérin, Henri de Regnier, Marc Lafargue, Joseph Rozès de Brousse et Armand Praviel. Il est élu mainteneur de l'Académie des Jeux floraux en 1941.
Magistrat et notamment président du tribunal civil d'Albi, Marcel Marchandeau, alias Touny-Lerys, est connu pour son activité littéraire. Très jeune, il anime avec son père, Léon Marchandeau, des revues qui participent au renouveau provincialiste dans la lignée de l'Effort de Maurice Magre : Gallia (1900-1902) puis Poésie (1905-1914). Mainteneur aux Jeux Floraux, il a défendu et illustré la vitalité intellectuelle de la province à la présidence de la Société des Écrivains des Provinces Françaises ou de la Société des Sciences, des Arts et des Belles Lettres du Tarn. Il a publié de nombreux recueils, ainsi que diverses œuvres en prose.
Son frère, Paul, a été à plusieurs reprises ministre de la république dans les années trente.
1881 Naissance de Marcel Marchandeau à Gaillac le 17 février.
Famille originaire de Bitche, en Lorraine, il étudie au lycée de Gaillac, puis  le droit à Toulouse. Élevé dans un contexte familial favorable, le jeune Marcel a déjà publié en 1899 (il n’a que 19 ans) ses premiers volumes de vers intitulés Dans l'idéal et dans la vie et Les Filles d'Eros Dès lors, il n'aura de cesse d'écrire et se livrera à cette activité tout au long de sa vie, à ses débuts sous le pseudonyme de Marc Lecram, puis à partir de la création de la revue Gallia, en 1900, sous celui de Touny-Lérys. (il atteste ainsi son lien à la maison familiale, le château Touny les Roses, acheté en 1898 par son père, mais aussi à sa région natale, quant aux ris ils sont synonymes de  plaisirs, ce qui, nous le verrons, correspond bien à la tonalité de son œuvre).
La joie rieuse. Vers de Boileau : « Elle (lode) peint les festins, les danses et les ris »
Il voyage, parcourt l’Espagne, y visite les groupements littéraires.
1900 Toulouse, revue Gallia (jusqu’en 1902)
Émile Pouvillon (1840-1904), poète et romancier, mais également critique littéraire, rattache alors Touny-Lérys à ce qu'on appelle l'École toulousaine, regroupant autour du poète Marc Lafargue, des auteurs tels qu'Emmanuel Delbousquet, Jean Fabre, Pierre Fons, George Gaudion, Hélène Picard, Armand Praviel, Paul Sentenac…, autant d'artistes dont on trouve trace dans la correspondance de Touny-Lérys. Face à la centralisation parisienne et pour se démarquer de l'art symboliste régnant à cette période là, les artistes de province entendent bien se distinguer et diffuser leur parole : la revue en sera le support privilégié.
C’est avec l'appui de son père Léon Marchandeau (Marc Dhano en littérature) et sous  l'influence d'Azémar, un temps surveillant au Collège de Gaillac et directeur de la revue l'Effort sous le nom de Robert de Miranda, que Touny-Lérys se lance à la tête de la revue Gallia,
de 1900 à 1902. Le Congrès des Poètes auquel il vient de se rendre avec son père à Béziers en août 1899, a également servi de levain : là bas, "la décentralisation y était apparue rayonnante" dira Touny-Lérys en 1935. 
La rédaction de Gallia se trouve au 49 rue de la Madeleine à Gaillac ;
l'administration et la gérance sont confiées à l'imprimeur gaillacois Dugourc. Pour 25 F, Gallia est tiré à 300 exemplaires. Il est très édifiant de lire l'en-tête du premier numéro concocté par Marc Dhano : elle sonne comme un manifeste. La ligne éditoriale est clairement fixée. La volonté
décentralisatrice de la revue s'affirme et vient rejoindre d'autres revues de province comme, pour n'en citer que quelques-unes, l'Âme latine (fait suite à l'Echo méridional) à Toulouse d'Armand Praviel, la Clavellina d'Antoine Orliac et Frédéric Saisset à Perpignan, le Beffroi de Léon Bocquet et d'A.-M. Gossez à Lille et bien d'autres encore. Dès la première année, en 1900, Gallia lance une enquête au sujet de la décentralisation et publie les réponses de nombreux auteurs dont celle
de Touny-Lérys . Le mémoire de J.-M. Trinques intitulé
Étude d'une revue : Gallia 1900-1902 présenté à la Faculté des Lettres et Sciences Humaines de Toulouse en 1967 brosse un tableau précis du contexte littéraire de ce XXe siècle naissant. Nous vous invitons à consulter cette analyse minutieuse, dans laquelle nous avons tout éclairage sur les collaborateurs, le contenu, la structure et les tendances de la revue.
Gallia vivra trois ans et recevra les éloges de Francis Jammes (1868-1938), poète et ami de Touny-Lérys.
1901 « Mariette la mendiante » (nouvelle), 1902 « Mimi et Nina », roman de deux petites esthètes passionnées, impossibles et fragiles, qui font des vers et la dînette, et sont perverses sans malice
Mais Touny-Lérys ne perd pas haleine. Sa rencontre avec George Gaudion, peintre et poète à la fois, sur les bancs de la fac. de droit à Toulouse est décisive. Toujours avec la complicité de Marc Dhano – qui continue fidèlement à seconder son fils – et celle de Louis Estève, ils vont fonder en 1905 une nouvelle revue, Poésie. D'abord mensuelle puis paraissant au rythme des saisons à partir de 1907, d'un petit format qui préfigure déjà le livre de poche, la revue publie, aux côtés d'auteurs déjà connus comme Francis Jammes ou Guillaume Apollinaire, des œuvres de débutants comme pouvaient encore l'être Tristan Derème ou Francis Carco qui y publie ses premiers essais. Tirée à 200 exemplaires seulement, sa qualité donnera néanmoins lieu à de nombreuses études littéraires, celles notamment de Michel Décaudin, en 1957, avec La Crise des valeurs symbolistes et de Jean Noël Lalande en 1971 avec une thèse résumée par lui-même dans l'ouvrage Autour de Touny- Lérys.
On entend n'y publier que de l'inédit et en faire une revue d'art contenant "des poèmes, des nouvelles, des articles de critique littéraire et des études sur la peinture et la musique" comme l'annonce clairement la deuxième de couverture en restant loin des classifications hasardeuses et de la propagande.
Cependant, en 1909, en réaction au "Futurisme" italien de Filippo-Tommaso Marinetti directeur de la revue éponyme Poesia à Milan, Marc Dhano, George Gaudion et Touny-Lérys opposent leur théorie du "Primitivisme" qu'ils font paraître dans les nos 28, 29 et 30 de la revue et rapportent les positions d'autres écrivains dans les nos 31 à 33. Cette controverse pacifique ne manque pas de susciter l'intérêt des milieux intellectuels français et italien de l'époque, mais l'équipe de Poésie, n'ayant pas l'intention d'en faire une bataille d'école, la polémique s'arrête et la revue continue paisiblement, éditant aussi quelques
livres, comme Gallia s'y était d'ailleurs déjà risquée, jusqu'en 1911.
1902 « Chansons dolentes et indolentes », où le poète se révèle disciple de Francis Jammes.
1905 Rencontre de Georges Gaudion
Revue Poésie avec Marc Dhano, son père (léon Marchandeau), Tristan Derême et Francis Carco (jusqu’en 1911). Cette revue publia notamment Francis Jamme et Henri de Régnier.
1906 mariage ave Marie Deguin le 27 mars 1907 Naissance de son flls Georges
Si Poésie ne lui rapporte pas un centime, elle lui ouvre la porte d'un nombre impressionnant de revues et en particulier celle de la maison d'édition Mercure de France qui, en 1909, édite La Pâque des roses. "Publier son livre sous la couverture jaune ornée du caducée
était une consécration… Lorsque Mercure de France vous ouvrait sa porte, on était de la maison et on y rencontrait de grands ainés… " dévoile Touny-Lérys dans Cendres chaudes.
1909 Publication de « La pâque des roses », au parfum frais d’âme éclos. « L’Amour, réparti sur toute chose ; l’Amour, principe de vie ardent et païenne » (R. Kemperheyde)
Le poème « l’aube » est dédié  àFrancis Jammes (le livre est préfacé par ce même Francis Jammes, qui lui aussi lui dédiera un des poèmes de Sources (1936)).
C’est dans la revue Poésie, lancée à Toulouse en décembre 1905, qu’est publié le Manifeste du Primitivisme, opposé au Futurisme de Marinetti.
Aux expressions de violence destructive des futuristes, le Primitivisme oppose une sagesse représentée comme une Religion d’art qui a toujours vécu. Le Primitivisme célèbre la Beauté dans toutes ses manifestations actuelles, dans celles que nous prévoyons et dans le souvenir du passé admirable. Les éléments essentiels de sa poésie se puisent dans l’intelligente Bonté, et il oppose au caractère agressif du Futurisme glorifiant la guerre et les gestes destructeurs, une exaltation de la Paix, du Travail et de l’Ordre.
Mais Touny-Lerys et ses amis se préoccupaient moins des théories que des œuvres elles-mêmes : « les vrais poètes n’ont pas écrit leurs œuvres immortelles en vue de se conformer à une doctrine : elles ont éclos spontanément sous l’influence d’une émotion, ou – portées longuement en une âme sensible, comme la graine dans un sol fécond -, elles ont germé sourdement et sont venues au jour, à l’heure où elles devaient éclore… » Touny-Lerys aurait pu faire sienne la pensée de Maurice de Guérin. Toute son œuvre exprime l’éloignement des vaines attaches du monde, et un amour profond de la nature avec un sentiment délicat et intense de la pitié humaine.
Maurice de Guérin appelait ce monde « grand destructeur,  de toute joie intérieure, de toute noble énergie, de toute naïve espérance ».
« Lendemain « (Au pays de Maurice de Guérin) : 
« La Gloire ?... En quelques mots, elle veille, elle dort !...
Certains ne commencent à vivre qu’à leur mort,
D’autres voient leurs lauriers se flétrir sur leur tête ;
D’autres en savent pas que les cœurs leur font fête
Et, dans l’amour de l’œuvre où se donne leur vie,
Cueillent, jour après jour sur la route suivie,
La fleur de leur pensée en leur silence éclose… »
1910 « Amoureusement : symphonie lyrique »
1912 Naissance de son fils Léon Georges
1914 La grande guerre. 
Mobilisé dès les premiers jours de la guerre et parti aux Armées, où il restera jusqu’en 1919, il y a écrit quelques-uns de ses plus émouvants poèmes dans le Printemps souriant et grave, sous le titre Notre âme dans la nuit. Sans toutefois perdre sa confiance dans l’avenir.
« de 1914 à 1918 j’ai eu toutes les misères, j’ai compris les tristesses et senti la souffrance des hommes… »
« In memoriam » : « Ce fut un choc étourdissant, une stupeur,La mort avait creusé une tombe nouvelle. »
La tourmente, qui permet à tant d’hommes de haïr, accroît la générosité du poète. Il abhorre cette horrible épreuve et pense « A la stupidité cruelle de la grande 
guerre ». 
Parmi les ruines et les charniers, le pathétique de la pensée épure l’expression, et il écrit :« Il faudra plus aimer que nous ne l’avons su : Tant de bien après tant de mal restera dû. »
La puissance du rêve du poète est telle que les dangers n’empêchent pas sa pensée de s’évader pour aller visiter la maison au bord du Tarn et les têtes chéries qui l’embellissent.  Dans « le printemps souriant et grave » :« Près de notre foyer où brille encor la flamme, Songe aux foyers qui sont éteints… »
Quand la guerre de 1914-1918 prend fin et que Touny-Lérys est démobilisé, il collabore activement à l'Eclaireur de l'Est, le grand journal quotidien que son frère Paul dirige à Reims ; il en est directeur littéraire de 1919 à 1923. Puis, à Toulouse, Il participe au "Groupe des XX" créé par le docteur Paul Voivenel, essayiste renommé dont la revue
L'Archer devient en 1929 l'organe de diffusion . Touny-Lérys en est membre du comité de rédaction et considère la revue comme une "digne continuation, en plus large et en plus grand, de Gallia et de Poésie". Elle cesse de paraître avec le premier et dernier numéro de l'année 1940, disloquée par la mobilisation de 1939.
1916 « Poèmes des bords de l’Yser »
1919  Collabore à « l’éclaireur de l’Est », rubrique littéraire
1920 «  Poèmes du retour »
1923 « Printemps souriant et grave », aux caresses déjà plus soucieuses. Malgré les blessures de la guerre, il évoque un midi très tendre, idyllique, non flamboyant, mais discret au contraire, malgré le soleil qui fait vivre les choses.
1926 « Poèmes de l’été et de l’automne en fleurs », poèmes de la maturité, de la belle saison lumineuse et féconde.
Plusieurs des poèmes de ces deux ouvrages ont été écrits avant la guerre.  La lumière qui ne s’éteint pas  fut écrite à la mémoire son fils aîné, Georges. C’est l’ne des pièces où, du dire de l’auteur, il y a le plus de lui-même.
Groupe des 20 de Toulouse
1933 « Choix de poèmes »
1937 « Au pays de Maurice Guérin »
Mais Touny-Lérys n'arrête pas d'écrire pour autant. Élu à l'Académie des jeux floraux de Toulouse en 1941, président de la Société des sciences, arts et belles lettres du Tarn en 1949, membre du comité directeur puis président de la Société des écrivains des provinces françaises en 1958,
Touny-Lérys continuera d'être publié, soit en tant que poète soit en tant que critique, notamment dans la Revue du Tarn. Instants, paru en 1965, est son dernier ouvrage
1965  « Instants »
« … hier et aujourd’hui ne sont qu’un seul poème
Un seul amour et un seul chant… »
1976 Décès à Gaillac le 1er avril.
« pauvre fou, je burine et je sculpte dans le sable :La parole est mouvante et glisse comme lui, Et, quand je crois avoir parlé, je n’ai rien dit »
Touny-Lerys possède la croix de guerre, a été décoré de la légion d’honneur et élevé au grade d’officier de la légion d’honneur, il fut membre de l’Académie de Province, et délégué dans sa région de la Société des Gens de Lettres et de la Société des Poètes Français. 
Il fut encore mainteneur de l’académie des Jeux floraux . Cette académie, en occitan, Acadèmia dels Jòcs Florals, est une société littéraire fondée à Toulouse au Moyen Âge, sans doute la plus ancienne du monde occidental. Elle doit son nom aux jeux floraux, fêtes célébrées à Rome en l'honneur de la déesse Flore. Lors de concours qui ont lieu chaque année, les membres de l'Académie, appelés « mainteneurs », récompensent les auteurs des meilleures poésies. Ces récompenses revêtent la forme de cinq fleurs d'or ou d'argent : la violette, l'églantine, le souci, l'amarante et le lys. Celle ou celui qui reçoit trois de ces fleurs porte le titre de « maître des jeux ».

## Publications
- Chansons dolentes et indolentes, Gamber, 1902
- La Pâque des Roses, Mercure de France, 1909
- Amoureusement : symphonie lyrique, Bibliothèque de poésie, 1910
- Touny-Léris : choix de poèmes, Figuière, 1933
- Au pays de Maurice de Guérin, Éditions de l'Archer, 1937
- Instants, Subervie, 1965
- Autour de Touny-Lérys, 1974, couronné du Prix Kastner-Boursault par l'Académie française en 1975.

Description matérielle : 1 vol. (231 p.)
Description : Note : Contient un choix de textes de Touny-Lérys. En appendice, recueil de lettres adressées à Touny-Lérys par divers correspondants
Édition : [S.l.] : [s.n.] , 1974
Auteur du texte : Touny-Lérys (1881-1976)